# تاكومي مينامينو
تاكومي مينامينو (南野 拓実، مواليد 16 يناير 1995) هو لاعب كرة قدم ياباني يلعب برفقة نادي موناكو في الدوري الفرنسي حيث يجيد اللعب في مركز الوسط الهجومي وأيضًا في مركز الجناح.

## مسيرة الأندية

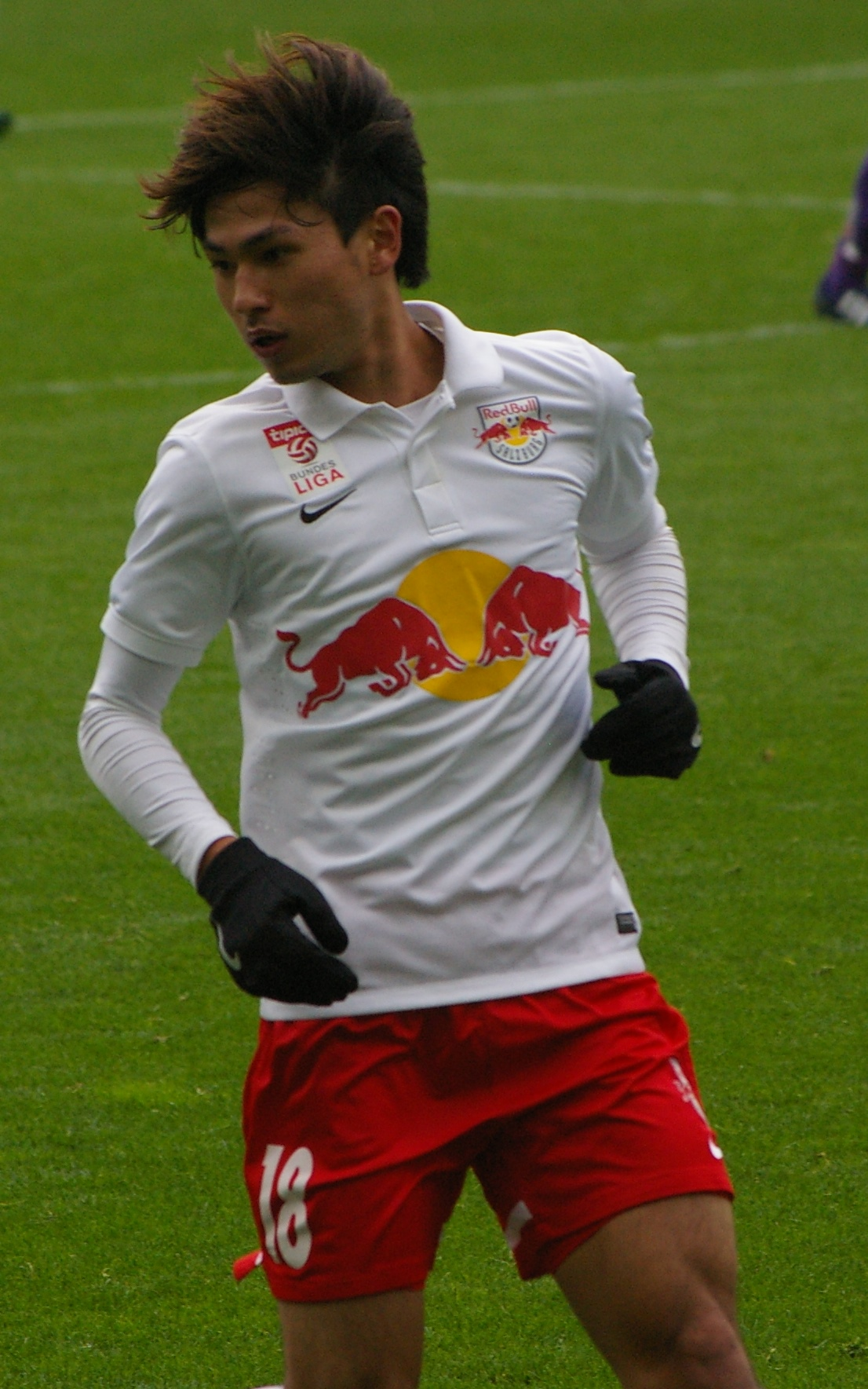
تاكومي مينامينو

حقق مينامينو 62 ظهوراً في دوري الدرجة الأولى الياباني مع سيريزو أوساكا، حيث لعب إلى جانب دييغو فورلان، ولكن الفريق هبط في الموسم الأخير له. تتبعه رد بول زالتسبورغ لسنة ونصف قبل التوقيع معه في 7 يناير 2015، بموجب عقد يمتد حتى عام 2018، مع خيار التمديد لسنة أخرى.
حقق أول ظهور أوروبي له في 26 فبراير، حيث لعب النصف الأول من هزيمة بيتية 1–3 (2–5 في الإجمالي) على يد فياريال في مباراة الإياب من دور الـ32 من دوري أوروبا قبل أن يحل محله فيليبي بيريس.

## المسيرة الدولية
حقق أول ظهور له مع منتخب اليابان لكرة القدم في ودية ضد إيران يوم 13 أكتوبر 2015، حيث دخل كبديل في الدقيقة الثالثة والثمانين.

## روابط خارجية
- J. League (#34)
- تاكومي مينامينو على موقع الاتحاد الدولي (مؤرشف)  (الإنجليزية)
- تاكومي مينامينو على موقع الاتحاد الأوربي (الإنجليزية)
- تاكومي مينامينو على موقع رابطة كرة القدم اليابانية للمحترفين (اليابانية)
- تاكومي مينامينو على موقع إي إس بي إن إف سي (الإنجليزية)
- تاكومي مينامينو على موقع قاعدة بيانات كرة القدم.إي يو (الإنجليزية)
- تاكومي مينامينو على موقع ليكيب (الفرنسية)
- تاكومي مينامينو على موقع ناشيونال فوتبول تيمز (الإنجليزية)
- تاكومي مينامينو على موقع Soccerbase.com (لاعب) (الإنجليزية)
- تاكومي مينامينو على موقع Soccerway.com (الإنجليزية)
- تاكومي مينامينو على موقع عالم كرة القدم.نت (الإنجليزية)